# Bénye
Bénye é um município da Hungria, situado no condado de Peste. Tem 16,52 km² de área e sua população em 2015 foi estimada em 1.268 habitantes.